# Жорді Сервельо
Жо́рді Сарбальо́ (кат. Jordi Cervelló i Garriga; 18 жовтня 1935, Барселона — 2 вересня 2022, Фігерас Алт-Ампурда) — каталонський композитор.

## Життєпис
Вивчав в Барселоні гру на скрипці у Жоана Массіа, потім удосконалював свою виконавську майстерність в Мілані під керівництвом Франка Туфарі і Ойгена Прокопа, проте в 1960 році травма, отримана при автомобільній аварії, поклала кінець його кар'єрі скрипаля. Повернувшись в Барселону, звернувся до вивчення композиції під керівництвом Жозепа Марії Роми. Вперше привернув до себе увагу Концертною фантазією для скрипки з оркестром, виконаної в рамках Декади каталонських композиторів на VIII Міжнародному музичному фестивалі в Барселоні (1970). 1971 року в Іспанії, а потім і в інших країнах з успіхом прозвучала п'єса Сарвельо для оркестру «Анна Франк, символ», 1973 року він був нагороджений муніципальною премією Барселони за оркестрові Секвенції на одну смерть (ісп. Sequences sobre una mort), в подальшому записані Королівським філармонічним оркестром під керуванням А. Рос Марби.
Серед подальших значних творів Сарбальо — симфонічна поема «До нескінченного» (фр. Vers l'infinit, за мотивами вірша Джакомо Леопарді), соната для віолончелі соло «Пам'яті Пабло Казальса», Концерт для скрипки та струнного оркестру (1993, присвячений Володимиру Співакову).